# ثانيآباد (مقاطعة فهرج)
ثانيآباد (بالفارسية: ثانی‌آباد) هي قرية تقع في البلدة المركزية في إيران. يقدر عدد سكانها بـ 89 نسمة .